# 二氟化三氧
二氟化三氧是一种氧的氟化物，化学式 O3F2。在最近的文献中，这种化合物的存在被认为是不确定的，并被假定是二氟化二氧和二氟化四氧的混合物。

## 制备
二氟化三氧可以通过氧气与氟气在约-190°C下在低压放电中反应得到。
{\displaystyle \mathrm {3\ O_{2}+2\ F_{2}\longrightarrow 2\ O_{3}F_{2}} }
1930年代后期，日本科学家Aoyama和Sakuraba首次合成和研究了它。

## 性质
二氟化三氧是一种深红色液体，在-190°C 时会凝固。超过-157°C时，它分解成氧气和二氟化二氧。它是一种强氧化剂，可以和二氟化二氧比较，比氟气和二氟化氧的反应性更高。